# 瑞士綠黨
瑞士綠黨（德語：Grüne Partei der Schweiz）成立於1983年，是瑞士的綠黨，也是該國的第四大黨，總部位於伯尔尼魏森豪斯广场。

## 歷史
瑞士第一个绿党组织在1971年成立于纳沙泰尔。1979年，丹尼尔·布雷拉兹作为第一个环保主义者成功进入了瑞士国民院，成为世界上第一个进入国家议会的绿党成员。之后，瑞士不同地区的州和城镇开始建立自己的区域性绿党组织，主要集中在法语区、苏黎世州以及瑞士西北部地区。
1983年，瑞士已经整合出两个国家级别的绿党联合会。首先是5月份的弗里堡成立的瑞士绿党联合会，之后是6月在伯尔尼成立的瑞士绿色替代党。前者的组建代表了瑞士绿党正式成为一个国家级别的政党。虽然两个组织没有完成合并，但是一部分绿色替代党的成员加入了绿党联合会，从而形成了事实上的全国绿党。1993年，瑞士绿党联合会改名为瑞士绿党。
瑞士绿党内部一直存在两个派系，一个是偏左翼的进步主义派系，以及中间派的生态自由主义派系，两者之间存在较大分歧，直到2007年中间派脱离瑞士绿党成立瑞士绿色自由党。
2019年瑞士议会选举中，绿党获得了空前的成功，拿到13.2%的选票，成功获得28个席位，比之前增加了17个席位，也由此成为国民院的第四大党。2021年绿党将自身的正式名称改为“Les VERT-E-S suisses（法语）、GRÜNE Schweiz（德语）、VERDI svizzeri（意大利语）和VERDA svizra（罗曼什语）”。
1987年瑞士绿党加入了欧洲绿党联合会（2004年更名为欧洲绿党）。

## 外部連結
- 官方網站 （页面存档备份，存于） （德文） （法文）